# Викторија Абрил
Викторија Абрил (шп. Victoria Abril) је шпанска глумица и певачица, рођена 4. јула 1959. године у Мадриду (Шпанија).